# Antoniucci Volti
Antoniucci Volti (Albano Laziale, 1 de gener de 1915 - París, 14 de desembre de 1989) fou un escultor francès nascut a Itàlia.

Volti va desenvolupar la seva feina artística com escultor, dibuixant i gravador. Les seves escultures s'inscriuen en la línia de les de Rodin, Bourdelle i sobretot, Maillol –moltes d'elles són relectures de les de Maillol, Les Tres Gràcies en particular–. Tota la seva obra glorifica a la dona i el seu cos:
| « | « Ce qui m’enchante dans un corps de femme, ce sont les rythmes et les volumes. » El que m'encanta dels cossos de la dona, són els ritmes i els volums. | » |

Format entre Niça i París. Les seves obres són primordialment figuratives, seguint un estil naturalista. Va treballar sobretot el nu femení. Va rebre diversos encàrrecs oficials, tot i que de la seva producció només es conserva la posterior a la Segona Guerra Mundial, ja que el seu taller fou destruït durant un bombardeig.

## Obres
- Harmonie,
- La Méditerranée[2]
- Jeune femme allongée sur l'herbe[3]